# Calliste oreillard
Chlorochrysa calliparaea
Espèce
Statut de conservation UICN

 LC  : Préoccupation mineure
Le Calliste oreillard (Chlorochrysa calliparaea) est une espèce d'oiseaux de la famille des Thraupidae, natif des Andes boréales.

## Répartition et sous-espèces
Selon la classification de référence du Congrès ornithologique international (15.1, 2025) il se répartit en trois sous-espèces (ordre phylogénique) :
- C. c. bourcieri (Bonaparte, 1851) — aire dissoute en Colombie et ouest du Venezuela, du noeud d'Almaguer au centre-nord du Pérou ;
- C. c. calliparaea (Tschudi, 1844) — Pérou (au nord du cañon d'Apurimac) ;
- C. c. fulgentissima Chapman, 1901 — du cañon d'Apurimac à l'ouest de la Bolivie.